# Berk Yaygın
Berk Yaygın (Istanbul, 4 maggio 1983) è un attore turco, noto per aver interpretato il ruolo di Tarik Avi nella serie Bitter Sweet - Ingredienti d'amore (Dolunay).

## Biografia
Berk Yaygın è nato il 4 maggio 1983 a Istanbul (Turchia), fin da piccolo ha mostrato un'inclinazione per la recitazione.

## Carriera
Berk Yaygın si è laureato presso il dipartimento teatrale del conservatorio statale della Mimar Sinan University. Nel 2009 ha fatto la sua prima apparizione nel film Güz Sancisi diretto da Tomris Giritlioglu. Nel 2011 ha ricoperto il ruolo di Lemi nel film Yangin var diretto da Murat Saraçoglu. Nel 2013 ha recitato nel film Sürgün diretto da Erol Özlevi. Dal 2014 al 2016 ha interpretato il ruolo di Yener Yildirim nella serie Güllerin Savasi.
Nel 2016 e nel 2017 ha ricoperto il ruolo di Cemal Kaya nella serie Seviyor Sevmiyor. Nel 2017 è entrato a far parte del cast della serie Bitter Sweet - Ingredienti d'amore (Dolunay), nel ruolo di Tarik Avi e dove ha recitato insieme ad attori come Özge Gürel, Can Yaman, Hakan Kurtaş, Balamir Emren e Öznur Serçeler. Nel 2019 e nel 2020 è stato scelto per recitare nella serie Sampiyon, nel ruolo di Serhat. Nel 2021 ha ricoperto il ruolo di Tunç nella serie Misafir.

## Vita privata
Berk Yaygın dal 2015 è sposato con Eymen Akbaykal, dal quale ha avuto un figlio e una figlia.

## Filmografia

### Cinema
- Güz Sancisi, regia di Tomris Giritlioglu (2009)
- Yangin var, regia di Murat Saraçoglu (2011)
- Sürgün, regia di Erol Özlevi (2013)

### Televisione
- Güllerin Savasi – serie TV, (2014-2016)
- Seviyor Sevmiyor – serie TV, (2016-2017)
- Bitter Sweet - Ingredienti d'amore (Dolunay) – serial TV, (2017)
- Şampiyon – serie TV, (2019-2020)
- Misafir – serie TV, (2021)

## Doppiatori italiani
Nelle versioni in italiano dei suoi film e delle sue serie TV, Berk Yaygın è stato doppiato da:
- Raffaele Carpentieri[20] in Bitter Sweet - Ingredienti d'amore[21]